# NGC 1868
NGC 1868 is een open sterrenhoop in de Grote Magelhaense Wolk in het sterrenbeeld Goudvis. Het hemelobject werd op 30 november 1834 ontdekt door de Britse astronoom John Herschel.

## Synoniemen
- ESO 85-SC56